# Trematodon palettifolius
Trematodon palettifolius là một loài rêu trong họ Bruchiaceae. Loài này được Müll. Hal. ex Besch. mô tả khoa học đầu tiên năm 1877.